# Eulepidotis detracta
Eulepidotis detracta är en fjärilsart som beskrevs av Walker 1857. Eulepidotis detracta ingår i släktet Eulepidotis och familjen nattflyn. Inga underarter finns listade i Catalogue of Life.